# Olga Medvedkova
Olga Medvedkova, née Jarho le 13 février 1963, est une historienne de l’art et écrivaine française. Elle est directrice de recherche au CNRS, spécialiste en histoire de l'architecture de la tradition classique (XVe – XVIIIe siècle), de l'art russe, ainsi que de la méthodologie de l'histoire culturelle.

## Biographie

### Famille et jeunesse
Née dans une famille de l’intelligentsia moscovite, fille du juriste Anatolij Jarho (1929-2024) et de la professeure de géométrie descriptive Elena Medvedkova (1934-2011), dont le nom lui est officiellement attribué à l'âge de 16 ans, Olga Medvedkova fréquente l’école française à Moscou, puis fait ses études à l’université Lomonossov (1980-1985), à la faculté d’histoire, section histoire de l’art. Elle termine ses études avec un diplôme d'excellence ("diplôme rouge") et s'inscrit en thèse à l'Université de Moscou, puis elle entre comme chercheuse à l’Institut d’histoire de l’art, avant de quitter la Russie en 1991.

### Formation
En France, elle s’inscrit en thèse à l’École des hautes études en sciences sociales (EHESS), sous la direction de Jacques Revel, et travaille comme critique d’art pour La Pensée russe. Elle enseigne l’histoire de l’art aux Ateliers de Sèvres et à l’université Paris-IV. En 2000, elle soutient à l’EHESS sa thèse de doctorat (« L’architecture française en Russie au XVIIIe siècle »). De 2002 à 2006, elle fait partie des premiers pensionnaires de l’Institut national d'histoire de l'art. En 2006, elle soutient à l’université Paris-IV, sous la direction de Claude Mignot, sa thèse d’habilitation à diriger les recherches (« Architectures imprimées. La Circulation des modèles d’architecture dans l’Europe du XVIIe et du XVIIIe siècles »).
En 2006, elle obtient le premier prix Marianne-Roland-Michel pour son ouvrage Jean-Baptiste-Alexandre Le Blond, architecte. De Paris à Saint-Pétersbourg.

### Parcours universitaire et activités littéraires
Elle entre au CNRS (centre André-Chastel) en 2008. De 2013 à 2021 elle est rattachée au centre Jean-Pépin (CNRS-ENS), où elle se consacre davantage aux problèmes théoriques et épistémologiques.
De 2019 à 2022, elle est membre de la commission Arts du Centre national du livre.[réf. nécessaire]
Depuis 2013, elle publie des œuvres littéraires et poursuit parallèlement deux activités, la recherche et l’écriture. En 2014, son roman L’Éducation soviétique obtient le prix Révélation de la Société des gens de lettres.
En 2017, le prix Lequeux de l'Institut de France lui est décerné sur proposition de l'Académie des inscriptions et belles-lettres.
Elle est également l'une des autrices du site Desk Russie.
Depuis 2022, elle enseigne à l'université de la Sorbonne (séminaire de Master 2 Recherche en histoire de l'art, architecture moderne) et fait partie de l'école doctorale ED 124.

### Vie privée
Elle est mariée avec l'historien de l'art Philippe Malgouyres.

## Publications
Ses ouvrages sont traduits en allemand, en anglais, en bulgare, en espagnol, en japonais, en italien et en russe.

### Ouvrages en histoire de l'architecture et de l’art
- L'Art russe, Éditions Citadelles et Mazenod, Paris, 1991, en collaboration avec Nina Dmitrieva et Mikhaïl Allenov, traduit en allemand, en espagnol et en italien  (ISBN 978-2850880292)
- Histoire de Saint-Pétersbourg, Librairie Arthème Fayard, mai 1996, en collaboration avec Wladimir Berelowitch, traduit en bulgare, en cours de traduction en russe  (ISBN 978-2213596013)
- L'Architecture française en Russie au XVIIIe siècle, thèse de doctorat soutenue à l'École des hautes études en sciences sociales, t. 1-2, Paris, 2000.
- Architectures imprimées. La circulation des modèles d’architecture dans l’Europe du XVIIe et du XVIIIe siècles, mémoire d’habilitation, université Paris-IV, 2006.
- Jean-Baptiste-Alexandre Le Blond, architecte. De Paris à Saint-Pétersbourg[12], préface de Marc Fumaroli de l’Académie française, coll. « République européenne des arts » dirigée par Marc Fumaroli et Antoine Compagnon, Paris, Alain Baudry éditeur, 2007  (ISBN 978-2952861700) Prix Marianne-Roland-Michel[13].
- Kandinsky, le peintre de l’invisible, coll. « Découvertes Gallimard Hors série », 2009  (ISBN 978-2070359820)
- Les Icônes en Russie, coll. « Découvertes Gallimard/Arts » (no 557), 2010 (traduit en japonais)[14]  (ISBN 978-2070436521)
- Kandinsky ou la Critique des critiques. Les écrits russes de Kandinsky (1889-1911) traduits, annotés et préfacés par Olga Medvedkova[15], Les Presses du réel, 2014  (ISBN 978-2840664543)
- Léon Bakst. Serov et moi en Grèce (1923), traduit du russe et introduit par Olga Medvedkova ; préface de Véronique Schiltz, membre de l’Institut, Paris, Triartis, 2014  (ISBN 978-2916724560)Prix de la traduction du Salon du livre et de la revue d’art du festival de l’histoire de l’art à Fontainebleau[16].
- Лев Бакст, портрет художника в образе еврея. Опыт интеллектуальной биографии (« Léon Bakst, le portrait de l'artiste en Juif ; essai de biographie intellectuelle »), НЛО, "Очерки визуальности", 2019  (ISBN 978-54448-1154-2)

### Direction d’ouvrages et dossiers collectifs
- L’Invention de la Sainte Russie : L’Idée, les Mots, les Images, éditions de l’EHESS, numéro spécial des Cahiers du monde russe, 53/ 2-3 sous la direction de Wladimir Berelowitch et d’Olga Medvedkova, 2013  (ISBN 978-2713223914)
- Bibliothèques d’architecture / Architectural libraries, Paris, INHA-Alain Baudry éditeur, 2009  (ISBN 978-2357550063)
- Architectures de guerre et de paix : Du modèle militaire antique à l'architecture civile moderne, sous la direction d’Olga Medvedkova et d’Émilie d’Orgeix, Mardaga, Bruxelles, 2013  (ISBN 978-2804701536)
- Bibliothèque de Pierre le Grand, Cahiers du monde russe, éditions de l’EHESS, 47/3, juillet-septembre 2006
- Pierre le Grand et ses images de Rome, Cahiers du monde russe, éditions de l’EHESS, 51/1, 2011.
- Pierre le Grand et ses livres. Les arts et les sciences de l'Europe dans la bibliothèque du Tsar, Paris, Respublica Literaria, Alain Baudry et Cie, 2016  (ISBN 978-2357551268)
- Les Européens: ces architectes qui ont bâti l'Europe, Peter Lang, 2017  (ISBN 9782807602793)
- Traités et autres écrits d’architecture, Pierre Cayes, Olga Medvedkova, Renaud Pleitinx, Jean Stillemans (dir.), Bruxelles, Mardaga, 2021
- Penser l'art russe du XIXe siècle : 30 tableaux vus autrement, sous la direction d'Olga Medvedkova et Philippe Malgouyres, Paris, Mare et Martin, 2022

### Essais
- Lise Sarfati. Acta Est, London, Phaidon, 2000. Ouvrage traduit en anglais  (ISBN 978-0714899657)
- Lise Sarfati. The New Life, Los Angeles, Twin Palms Publishing, 2005. Ouvrage traduit en anglais  (ISBN 978-1931885454)
- Nom, prénom, patronyme, enquête en trois cahiers, Dijon, Les Presses du réel, 2023  (ISBN 978-2-37896-215-9)
- Dire non à la violence russe: 13 relectures dynamiques, Paris, À l'Est de Brest-Litovsk, 2024  (ISBN 978-2-487964006) Le Monde des Livres (07/11/24) ; Véronique Nahoum-Grappe, "Le mensonge au goût de sang", Esprit, janv.-fév. 2025.

### Articles
- « In the beginning was the Fire: around Vitruvius (II, 1-2)”, Marco Folin, Monica Preti éd., The Wounded City. The Representation of Urban Disasters in European Art, Ashgate, Surrey, 2015, p. 75-99
- « La colonne comme trophée dans l’Histoire naturelle de Pline », Architectures de guerre et de paix: du modèle militaire antique à l'architecture civile moderne, ouvrage collectif sous la direction d’Olga Medvedkova et d’Emilie d’Orgeix, Mardaga, Bruxelles, 2013, p. 33-45
- « Les « ornements propres » ou la colonne comme ornement : premiers aperçus », Les Cahiers de l’ornement, sous la direction de Pierre Caye et Francesco Solinas, De Luca Editori d’Arte, Rome, 2020, p. 120-127
- « Scamozzi en français: histoire d'un échec », Valérie Nègre, Robert Carvais éd., Traduire l'architecture, Éditions Picard, Paris, p. 133-144
- « Un Abrégé moderne ou Vitruve selon la méthode », La construction savante. Les Avatars de la littérature technique, textes réunis par Jean-Philippe Garric, Valérie Nègre et Alice Thomine-Berrada, CNAM-INHA, Paris, Picard, 2008, p. 43-53
- « Architettura di… » : les noms des architectes dans les publications sur l’architecture romaine moderne, Charlotte Guichard éd., De l’authenticité. Une histoire des valeurs de l’art (XVIe – XXe siècle), Paris, Publications de la Sorbonne, 2014, p. 45-62  (ISBN 978-2-85944-800-4)
- « Le comte de Caylus entre les antiquaires et les amateurs », Réseaux intellectuels et sociabilité culturelle en Europe de 1760 à la Restauration, actes du colloque international, Université de Genève (décembre 2003), Genève, Droz, 2009, p. 123-147
- « Caylus versus Pline : le théâtre de Scribonius Curion », Scholion : Stiftung Bibliothek Werner Oechslin, 8/2014, p. 120-143
- « L’édition des livres d’architectures en français dans l’Angleterre du XVIIIe siècle », Claude Nicolas Ledoux et le livre d'architecture en français : Etienne-Louis Boullée, l'utopie et la poésie de l'art, textes réunis par Daniel Rabreau et Dominique Massounie, Paris : Monum, Éditions du Patrimoine, 2006, p. 72-85
- « Charles Cameron et ses livres », Bibliothèques d’architecture : architectural libraries, ouvrage collectif sous la direction d’Olga Medvedkova, Paris, INHA-Alain Baudry éditeur, 2009, p. 9-20 ; 211-240.
- « Les recueils de peintures antiques romaines : à propos des stratégies éditoriales dans l’Europe du XVIIIe siècle », actes du colloque international : « A l’Origine du Livre d’Art Les recueils d’estampes comme entreprise éditoriale en Europe (XVIe – XVIIIe siècles) », textes réunis par Cordélia Hattori, Estelle Leutrat, Véronique Meyer, Milano, Silvana Editoriale, 2010, p. 193-206
- « Richard Pococke, or the invention of Jerusalem for Tourists”, Bianca Kühnel, Galit Noga-Banai, Hanna Vorholt ed., Visual Constructs of Jerusalem, Brepols Publishers, 2015, p. 429-439  (ISBN 978-2-503-55104-3)
- « Les Vitae des architectes migrants et la notion de l’Europe architecturale », Olga Medvedkova (dir.), Les Européens: ces architectes qui ont bâti l'Europe, Peter Lang, Berne, 2017
- « Rubens et les Palazzi di Genova »[17], Perspective, 2 | 2007, p. 381-386
- « Une aventure de traduction à la fin du XVIIIe siècle : la première édition de Vitruve en Russie », Sabine Frommel, Eckhard Leuschner ed., Architektur- und Ornamentgraphik der Frühen Neuzeit : Migrationsprozesse in Europa. Gravures d’architecture et d’ornement au début de l’époque moderne : processus de migration en Europe, Campisano Editore, Rome, coll. « Hautes Etudes : Histoire de l’art/Storia del arte », 2014, p. 345-356  (ISBN 978-88-98229-22-2)
- « La première édition russe de Palladio par Nijolai L’vov  et le problème du ‘vrai goût palladien’ », Cahiers du monde russe, 43/1, janvier-mars 2002, p. 35-56
- « La prima edizione di Palladio in Russia », Dal Mitto al progetto, La cultura architettonica dei maestri italiani e ticinesi nella Russia neoclassica, catalogue de l’exposition, Archivio del Moderno, Academia di Architectura, Mendrisio, Museo Cantonale d’Arte, Lugano, 2003, p. 291-315
- « La  bibliothèque d’architecture de Pierre le Grand : entre Curiosité et Passion », Cahiers du monde russe, EHESS, 47/3, juillet-septembre 2006, p. 467-502
- « La référence romaine dans la bibliothèque de Pierre le Grand», Cahiers du monde russe, 51/1, 2011, p. 67-70
- « L’Idea pour Saint-Pétersbourg : Pierre le Grand et Vincenzo Scamozzi», Cahiers du monde russe, 51/1, 2011, p. 135-166
- « Les livres du Tsar », Olga Medvedkova (dir.), Pierre le Grand et ses livres: les arts et les sciences de l'Europe dans la bibliothèque du tsar, CNRS / Alain Baudry et Cie, Paris, Respublica Literaria, 2016, p. 21-52
- « La Maison de Glace ou architecture comme science expérimentale », La science et l’enseignement de l’architecture dans les académies de l’Europe moderne (Oxford, mars 2006), Voltaire Foundation, Studies on Voltaire and the Eighteenth Century (SVEC), 2008, p. 29-44
- « Les sources de l’anticomania architecturale en Russie sous Catherine II : France, Allemagne, Italie, Angleterre », Russie, France, Allemagne, Italie. Transferts quadrangulaires du néoclassicisme aux avant-gardes, textes rassemblés par Michel Espagne, Du Lérot éditeur, Tusson, Charente, 2005, p. 51-70
- « Collezionare l’architettura. Charles Cameron, Caterina II e le terme dei Romani », Piervaleriano Angelini, Nicola Navone, Letizia Tedeschi ed., La cultura architettonica italiana in Russia da Caterine II a Alessandro I, Medrisio Academy Press, Mendrisio, 2008, p. 69-84
- « Suvalov à Rome (1765-1774) : histoire d’une dédicace », Cahiers du monde russe, 52/1, janvier-mars 2011, p. 45-73
- « Neufforge "lu" par les Russes », Le Siècle des Lumières III. L’art occidental en Russie du XVIIIe siècle. Textes, collections, maîtres, Moscou, Nauka, 2011, p. 132-152
- « Les débuts d’une néo-Renaissance dans l’architecture pétersbourgeoise », Renaissance italienne et architecture au XIXe siècle. Interprétations et restitutions, sous la direction de Antonio Brucculeri et Sabine Frommel, Campisano Editore, 2016, p. 257-272
- « Joseph Mikhaïlovsky (1864-1939): une "théorie des formes architecturales classiques" pour le XXe siècle », Pierre Caye, Olga Medvedkova, Renaud Pleitinx, Jean Stillemans (dir.), Traités et autres écrits d’architecture, Bruxelles, Mardaga, 2021
- « Pomme », Le Chosier, in Les Choses: une histoire de la nature morte depuis la Préhistoire, Laurence Bertrand Dorléac (dir.) [catalogue de l'exposition, Louvre, 12 octobre 2022 - 23 janvier 2023], Paris, Louvre, 2022, p. 393-394
- « Vassily Kandinsky, [extraits de] Présentation de la théorie de la loi d’airain et du fonds ouvrier du point de vue de son développement historique et de sa critique postérieure (1893) », traduit et annoté par Olga Medvedkova, in Écrits d’artistes sur l’économie. Une anthologie, Sophie Cras (dir.), Paris, Editions B42, 2022, p. 81-85
- « Marc Fumaroli et l'héritage d'Aby Warburg », Antoine Compagnon (dir.), Penser avec Marc Fumaroli, Droz, p. 163-171, 2023
- « La Devideuse italienne ou habiter la Ruine », Mario Bevilacqua, Claire Hornsby (dir.), Piranesi@300. Studi nel terzo centenario della nascita, Artemide, p. 174-185, 2023

### Littérature
- 2013 : Au-dessus de Saint-Pétersbourg. Dialogue au royaume des morts entre le tsar Pierre le Grand et son architecte Jean-Baptiste Alexandre Le Blond, pièce en deux tableaux, Paris, Triartis  (ISBN 978-2916724430)
- 2014 : Alexandre Pouchkine. Mozart et Salieri, traduction et postface d’Olga Medvedkova, Paris, Alain Baudry et Cie  (ISBN 978-2357551190). Deuxième édition revue et augmentée d'une Scène de Faust, Paris, Triartis, 2023
- 2014 : L’Éducation soviétique, roman, Paris, Alain Baudry et Cie  (ISBN 978-2357551176) Prix Révélation de la Société des gens de lettres[18].
- 2015 : Mémoire de l’architecte V., nouvelle, Paris, Triartis  (ISBN 978-2916724614)
- 2016 : Contes/ Skazki /Contes, illustrés par Philippe Malgouyres, Paris, Alain Baudry et Cie  (ISBN 978-2357551251)
- 2017 : Destinations, Paris, TriArtis  (ISBN 978-2-916724-85-0) traduction anglaise par Richard Pevear, Going where[19], Cahier 33, Sylph London - AUP, 2018[20] et Hudson review, hiver 2019 (volume LXXI, n° 4)[21]
- 2017 : Les Anges stagiaires (roman), Paris, Cent mille milliards[22]  (ISBN 979-10-97455-12-5)
- 2018 : Nikolaï Prorokov, Est-ce que les arbres peuvent être ensemble ?, poèmes choisis traduits du russe et introduits par Olga Medvedkova, Paris, TriArtis  (ISBN 978-2-916724-96-6)
- 2020 : Три персонажа в поисках любви и бессмертия (« Trois personnages en quête d'amour et d'immortalité »), Москва, НЛО  (ISBN 978-5-4448-1269-3) Finaliste des prix Andreï-Biély et NOS.
- 2021 : Réveillon chez les Boulgakov, Paris, TriArtis  (ISBN 978-2-490198-25-2)
- 2021 : Ф.И.О. Три тетради (Nom, Prénom, Patronyme. Trois cahiers), Москва, НЛО  (ISBN 978-5-4448-1716-2)
- 2022 : Алиса в лазури[23]